# Melanagromyza subpubescens
Melanagromyza subpubescens är en tvåvingeart som beskrevs av Mitsuhiro Sasakawa 1956. Melanagromyza subpubescens ingår i släktet Melanagromyza och familjen minerarflugor. Inga underarter finns listade i Catalogue of Life.